# Schoberhütte
Die Schoberhütte ist eine Schutzhütte der Sektion Thalgau des Österreichischen Alpenvereins. Sie befindet sich am Schober bei Fuschl am See in einer Höhe von 1329 m ü. A.

## Geschichte
Die Hütte wurde um 1900 privat erbaut, spätestens 1935 wurde die „herrenlose“ Hütte als Notunterstand adaptiert und 1954 durch die Sektion Mondsee des ÖAV restauriert. Diese wurde 1994 durch einen Bergsturz zerstört. 1995 errichtete die Sektion Salzburg die aktuelle Hütte als Ersatz für die zerstörte.

## Zustieg
- Fuschl am See 600 m ü. A., Gehzeit: 01:30
- Gasthaus Wartenfels 940 m ü. A., Gehzeit: 00:45
- Mondsee 530 m ü. A., Gehzeit: 02:30
- Teufelsmühle 545 m ü. A., Gehzeit: 01:30
- Thalgau 545 m ü. A., Gehzeit: 02:00

## Touren
Frauenkopf, Gehzeit: 00:30